# Monoceronychus bouteloua
Monoceronychus bouteloua är en spindeldjursart som beskrevs av Baker och James P. Tuttle 1972. Monoceronychus bouteloua ingår i släktet Monoceronychus och familjen Tetranychidae. Inga underarter finns listade i Catalogue of Life.